# Shohid Tillaboev
Shohid Tillaboev (englisch Shohid Tillaboev; russisch Тиллабоев Шохид Гаппаржанович, geboren am 12. Juli 1983 in Fergana, Usbekistan) ist derzeit (Stand 11/2023) Generalsekretär der usbekischen Boxföderation.

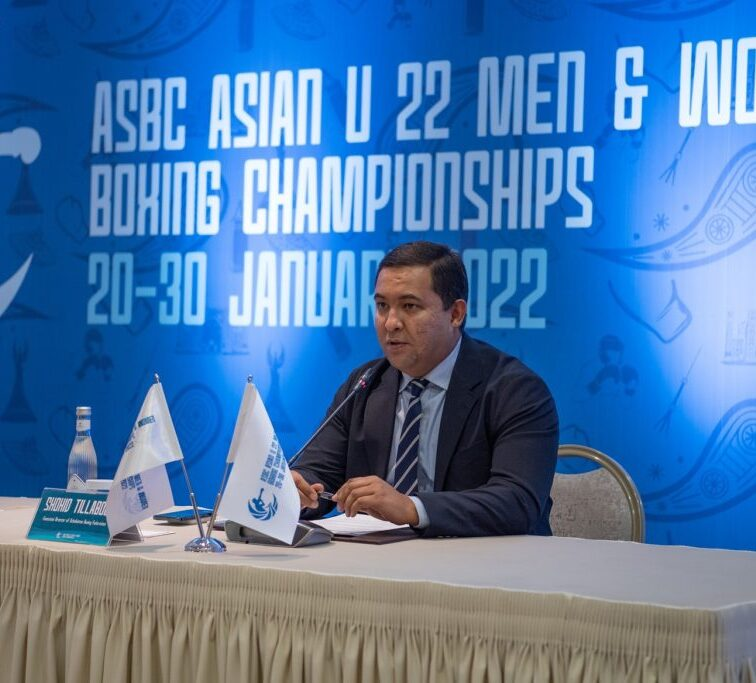
Shohid Tillaboev

## Leben und Karriere
Tillaboev begann seine Karriere in einem Fußballverein als Vizepräsident des Istiklol FC. Von 2014 bis 2018 arbeitete er für das Nationale Olympische Komitee Usbekistans als Leiter der Abteilung für internationale Beziehungen. Er war 2019 in der Sportabteilung im Bereich Boxen beteiligt, 2022 Januar bis November Direktor des Verbandes, im Jahr 2022 wurde er zum Generalsekretär der usbekischen Boxföderation gewählt. Tillaboev ist auch Gremienmitglied der ASBC (Asiatische Boxkonföderation) und der IBA (International Boxing Association (Amateursport)), er war Vorsitzender des Organisationskomitees der IBA-Boxweltmeisterschaften der Männer 2023, die in Taschkent, Usbekistan, stattfanden.